# بخش میکود
بخش میکود (به لاتین: Micoud Quarter) یک منطقهٔ مسکونی در سنت لوسیا است.

## خصوصیات
بخش میکود ۱۶٬۱۴۳ نفر جمعیت دارد.